# Microctenochira optata
Microctenochira optata  (лат.) — вид жуков щитоносок (Cassidini) из семейства листоедов.
Эндемики Южной Америки: Аргентина (Misiones, Salta), Боливия (La Paz), Бразилия (Alagoas, Bahia, Goias, Jatahy, Mato Grosso, Minas Gerais, Pará, Paraná, Rio de Janeiro, Rio Grande do Sul, Santa Catarina, Sao Paulo), Парагвай, Перу (Chanchamayo, Satipo), Французская Гвиана.
Форма тела уплощённая. Растительноядный вид, питается растениями семейства вьюнковые (Convolvulaceae: Ipomoea batatas) и  бобовые (Fabaceae: Phaseolus sp.).